# Bringing It All Back Home
Albums de Bob Dylan
Another Side of Bob Dylan
(1964) Highway 61 Revisited
(1965)
Bringing It All Back Home (1965) est le cinquième album de Bob Dylan, auteur-compositeur-interprète américain de folk rock. Il est souvent considéré comme le premier album de folk rock. Des instruments électriques sont utilisés sur la première face de l’album.

## Composition et enregistrement
Dylan avait déjà deux titres prêts, Mr. Tambourine Man, pas été utilisé sur l’album précédent, et Gates of Eden composé en février 1964.
Pendant l’été 1964, il compose If You Gotta Go, Go Now (Or Else You're Gonna Stay All Night) et It's Alright Ma (I'm Only Bleeding) alors qu’il est chez son manager, Albert Grossman, en compagnie de Joan Baez.
En août 1964, il rencontre les Beatles et découvre le tube du groupe anglais The Animals, House of the Rising Sun, qu’il avait lui-même interprété dans son premier album. Cela le conforte dans son désir de combiner les musiques folk et rock.
Cependant pour la première session d’enregistrement à New York, Dylan et son producteur, Tom Wilson, en restent à la formule « folk » avec Dylan au piano ou à la guitare acoustique. Dix chansons sont enregistrées, mais pas conservées en l’état : I'll Keep It With Mine, Biograph, Farewell Angelina, Subterranean Homesick Blues, Love Minus Zero/No Limit, It's All Over Now, Baby Blue, Bob Dylan's 115th Dream, She Belongs to Me, Sitting on a Barbed-Wire Fence, On the Road Again, If You Gotta Go, Go Now, You Don't Have to Do That et Outlaw Blues. Tous ces morceaux sont des compositions de Dylan.
Le lendemain, plusieurs titres sont rejoués en version « électrique » : Love Minus Zero/No Limit, Subterranean Homesick Blues, Outlaw Blues, She Belongs to Me, et Bob Dylan's 115th Dream, tous retenus pour l’album.
D’autres titres sont enregistrés un jour plus tard, toujours en version électrique : Maggie's Farm, On The Road Again, It's Alright, Ma (I'm Only Bleeding), Gates Of Eden, Mr. Tambourine Man et It's All Over Now, Baby Blue. Un autre, If You Gotta Go, Go Now, est retenu pour être diffusé en single.

## Les chansons
L'album commence par Subterranean Homesick Blues, qui fut un succès. Mr. Tambourine Man sera popularisée par le groupe The Byrds. Son titre pourrait être lié au fait que le guitariste Bruce Langhorne, qui fait les guitares sur cet enregistrement, possédait un grand tambourin que Tom Wilson lui avait demandé d’emmener ; cela aurait inspiré Dylan. Cependant, le fait que cette chanson apparaisse dès le festival folk de Newport en 1964 (dont on peut voir un extrait vidéo dans le documentaire de Martin Scorsese No direction Home) infirme cette interprétation.
Maggie's Farm est une fable comique sur l'exploitation de l'homme par l'homme (un homme jure qu'il n'ira plus travailler dans la ferme de Maggie ou chacun tente de l'exploiter). Bob Dylan joue ce morceau sur scène presque chaque soir de son Never Ending tour – clin d'œil à cette tournée sans fin qui pourrait bien être sa « ferme de Maggie » personnelle.
It's Alright Ma (I'm Only Bleeding) est une longue diatribe de plus de sept minutes contre le « système », l'aliénation et l'absurdité de l'existence, l'inanité de toute révolte, l'affirmation d'une fragilité des symboles et des idéaux, et en même temps celle des puissants, qu'il renvoie dos à dos (ainsi la fameuse strophe s'achevant sur ce qui est devenu un aphorisme : « Même le Président des États Unis / Doit parfois se mettre à nu »).
Bob Dylan's 115th Dream, longue fresque épique et surréaliste, dépeint une Amérique absurde au travers des aventures du Capitaine Arab (certainement le capitaine Achab, chasseur de Moby Dick, puisqu'il dit : « Boys, forget the whale! », soit : « Les gars, on oublie la baleine ! ») et de ses marins. La compagnie met le pied sur un nouveau continent que Dylan décide de nommer « Amérique », puis se fait arrêter pour port de harpon. S'ensuivent des pérégrinations fantasmagoriques, le chanteur tentant de faire sortir ses camarades de prison, avant de repartir tout seul avec le bateau. Plusieurs autres images de la grande ou petite histoire américaine sont utilisées (le bateau s'appelle le Mayflower et le héros après ses aventures rocambolesques dans un pays qui ressemble beaucoup aux États-Unis de 1965 finit par rencontrer Christophe Colomb, qui débarque à son tour...) On retrouve ici le surréalisme, de plus en plus prépondérant dans l'écriture de Dylan à l'époque, et qui atteindra son sommet avec l'album suivant, Highway 61 Revisited.

## Titres de l’album
| 1.    | Subterranean Homesick Blues          | 2:21 |
| 2.    | She Belongs to Me                    | 2:47 |
| 3.    | Maggie's Farm                        | 3:54 |
| 4.    | Love Minus Zero/No Limit (en)        | 2:51 |
| 5.    | Outlaw Blues (en)                    | 3:05 |
| 6.    | On the Road Again (en)               | 2:35 |
| 7.    | Bob Dylan's 115th Dream (en)         | 6:30 |
| 8.    | Mr. Tambourine Man                   | 5:30 |
| 9.    | Gates of Eden                        | 5:40 |
| 10.   | It's Alright, Ma (I'm Only Bleeding) | 7:29 |
| 11.   | It's All Over Now, Baby Blue         | 4:12 |
| 47:23 |                                      |      |

## Musiciens
- Bob Dylan – Guitare, Harmonica, Clavier, Chant
- John Hammond Jr. – Guitare
- John Sebastian – Guitare basse
- Kenny Rankin – Guitare
- Bobby Gregg – Batterie
- John Boone – Guitare basse
- Al Gorgoni – Guitare
- Paul Griffin – Piano, Clavier
- Bruce Langhorne – Guitare
- Bill – Guitare basse
- Joseph Macho Jr. – Guitare basse
- Frank Owens – Piano

## Production
- Tom Wilson – Producteur
- Daniel Kramer – Photographie

## Réception
En 2003, l'album est classé 31e des 500 plus grands albums de tous les temps par le magazine Rolling Stone. En 2004, Mr. Tambourine Man est classé 106e des 500 meilleures chansons de tous les temps.
En 2006, il reçoit le Grammy Hall of Fame Award.

## Certifications
| Pays              | Certification | Unités certifiées |
| ----------------- | ------------- | ----------------- |
| États-Unis (RIAA) | Platine       | 1 000 000         |
| Royaume-Uni (BPI) | Or            | 100 000           |